# Пам'ятник робітникам і службовцям рудоуправління ім. Карла Лібкнехта
Пам'ятник робітникам і службовцям рудоуправління ім. Карла Лібкнехта, загиблим у роки Великої Вітчизняної війни, знаходиться по вул. Шмаківська, поруч з палацом культури шахти «Родіна» ПАТ «Кривбасзалізрудком» у Саксаганському районі м. Кривий Ріг.

## Передісторія
Пам'ятник робітникам і службовцям рудоуправління ім. К. Лібкнехта, загиблим у роки Другої світової війни, відкритий у травні 1980 р., архітектор — М. П. Яглович.
Рішенням Дніпропетровського облвиконкому від 19.11.1990 р. № 424 пам'ятку взято на державний облік з охоронним номером 6324.
Відповідно до списку увічнених воїнів, опублікованому на сайті www.krivoyrog-poshuk.ho.ua, станом на 2017 рік відомі дані щодо 242 загиблих робітників і службовців рудоуправління ім. К. Лібкнехта.

## Пам'ятка
Пам'ятник складається двох пірамідальних конструкцій, меморіальних дощок з іменами загиблих та декоративної стіни з місцем для Вічного вогню.
Територія пам'ятника викладена бетонними плитами. Перша пірамідальна конструкція розмірами по низу 6,0х6,0х5,0 м, висотою 3,50 м, друга конструкція — розмірами по низу 4,20х4,20х3,20 м, висотою 6 м. Обидві виготовлені з бетону, обкладені плитами черепашнику світло-сірого кольору. Меморіальні плити з коричнюватого полірованого граніту. Центральна меморіальна плита розміщена в проміжку між пірамідальними конструкціями (закріплена за допомогою залізних кутів і болтів), розмірами 1,20х1,0х0,03 м. На ній викарбувані дати «1941-1945» в два яруси. Цифри по карбуванню зафарбовані білим. На кожній пірамі розташовано по 4 меморіальні дошки, розмірами 1,20х0,50х0,03 м, на висоті 1,25 м від землі. На плитах викарбувані прізвища та ініціали 239 загиблих робітників і службовців рудоуправління ім. К. Лібкнехта. Декоративна стіна з бетону, обкладена в декілька шарів гранітними плитками з нерівними краями. Зверху на стіні — прямокутні плитки рожевуватого граніту. Місце для Вічного вогню прибудовано до декоративної стіни з боку меморіальних плит, і являє собою прямокутну платформу перпендикулярну стіні. По краях платформи зроблені вертикальні виступи прямокутної форми («борти»). Платформа викладена гранітними полірованими плитками, цілими і кусками («мозаїкою»). Розміри платформи 2,40×2,35 м, висота бортів 0,70 м, ширина 0,50 м. Заглиблення під Вічний вогонь діаметром 1,0 м закрите декоративною чавунною решіткою з отвором для вогню діаметром 0,3 м. Навколо меморіального комплексу доріжки з бетонних плит розмірами 0,95×0,95 м. Між доріжками і комплексом висаджена трава. Перед декоративною стіною площадка з плит загальною площею 161 кв. м.